# Hespèrion XXI
Hespèrion XXI (originalment Hespèrion XX) és una formació instrumental fundada l'any 1974 per Jordi Savall, Montserrat Figueras, Lorenzo Alpert i Hopkinson Smith, amb la intenció d'estudiar i interpretar la música antiga a partir de premisses noves i actuals. Una de les principals activitats de la formació ha estat rescatar de l'oblit obres i programes inèdits de música antiga, revalorant el repertori musical medieval, renaixentista i barroc. Els seus objectius es fonamenten en la recerca d'una síntesi dinàmica entre l'expressió musical, els coneixements estilístics i històrics i la imaginació creativa a l'hora d'interpretar música antiga al segle xxi. La formació ha fet diversos enregistraments entre el que destaca el disc Dinastia Borgia. Chiesa e potere nel Rinascimiento (2010), que fou guardonat amb el Premi Grammy 2011 en la categoria de millor interpretació en small ensemble.